# Les Plaines
 (mars 2017).
Si vous disposez d'ouvrages ou d'articles de référence ou si vous connaissez des sites web de qualité traitant du thème abordé ici, merci de compléter l'article en donnant les références utiles à sa vérifiabilité et en les liant à la section « Notes et références ».
Circonscription électorale provinciale du Canada
Les Plaines est une circonscription électorale du Québec, créée en 2017. Elle est située dans les régions des Laurentides et de Lanaudière. 

## Historique
La circonscription est créée lors de la refonte de la carte électorale en 2017. Elle était alors formée de parties des circonscriptions de Mirabel, Blainville et Masson. 

## Territoire et limites
La circonscription comprendː
- La ville de Sainte-Anne-des-Plaines
- La partie de la ville de Mirabel située au nord-est de l'autoroute des Laurentides, correspondant aux secteurs de Saint-Janvier et de Saint-Antoine
- La partie de la ville de Terrebonne correspondant à l'ancienne Ville de La Plaine

## Liste des députés
| Législature                                            | Années       | Député | Député        | Parti            |
| ------------------------------------------------------ | ------------ | ------ | ------------- | ---------------- |
| Les Plaines Créée depuis Blainville, Masson et Mirabel |              |        |               |                  |
| 42e                                                    | 2018–2022    |        | Lucie Lecours | Coalition avenir |
| 43e                                                    | 2022–présent |        | Lucie Lecours | Coalition avenir |

## Résultats électoraux
|                                                                                               | Nom                      | Parti            | Nombre de voix | %      | Maj.  |
| --------------------------------------------------------------------------------------------- | ------------------------ | ---------------- | -------------- | ------ | ----- |
|                                                                                               | Lucie Lecours (sortante) | Coalition avenir | 13 922         | 50,5 % | 9 478 |
|                                                                                               | Normand Ouellette        | Parti québécois  | 4 444          | 16,1 % | -     |
|                                                                                               | Richard Jr Leblanc       | Québec solidaire | 3 668          | 13,3 % | -     |
|                                                                                               | Ian Lavallée             | Conservateur     | 3 333          | 12,1 % | -     |
|                                                                                               | Elizabeth Stavrakakis    | Libéral          | 1 895          | 6,9 %  | -     |
|                                                                                               | Mohamed Benmoumene       | Vert             | 282            | 1 %    | -     |
| Total                                                                                         | Total                    | Total            | 27 544         | 100 %  |       |
| Le taux de participation lors de l'élection était de 67,6 % et 494 bulletins ont été rejetés. |                          |                  |                |        |       |

|                                                                                             | Nom                    | Parti            | Nombre de voix | %      | Maj.  |
| ------------------------------------------------------------------------------------------- | ---------------------- | ---------------- | -------------- | ------ | ----- |
|                                                                                             | Lucie Lecours          | Coalition avenir | 13 818         | 51,2 % | 7 421 |
|                                                                                             | Marc-Olivier Leblanc   | Parti québécois  | 6 397          | 23,7 % | -     |
|                                                                                             | Kévin St-Jean          | Québec solidaire | 3 738          | 13,9 % | -     |
|                                                                                             | Vincent Orellana-Pepin | Libéral          | 2 160          | 8 %    | -     |
|                                                                                             | Boris Geynet           | Vert             | 434            | 1,6 %  | -     |
|                                                                                             | Mathieu Laliberté      | Conservateur     | 293            | 1,1 %  | -     |
|                                                                                             | Mathieu Stevens        | Parti libre      | 140            | 0,5 %  | -     |
| Total                                                                                       | Total                  | Total            | 26 980         | 100 %  |       |
| Le taux de participation lors de l'élection était de 69 % et 645 bulletins ont été rejetés. |                        |                  |                |        |       |